# S.H.E
S.H.E，為臺灣女子演唱團體，由Selina（任家萱）、Hebe（田馥甄）和Ella（陳嘉樺）組成，團名取自三位成員英文名字的首個字母。三人在2000年參加《宇宙2000實力美少女爭霸戰》選秀比賽後，被台灣宇宙唱片（現名華研國際音樂）簽下培訓，並於2001年9月11日發行首張專輯《女生宿舍》正式出道。
S.H.E出道至今，專輯總銷售量在全球累積超過1600萬張，曾位居全球女子團體專輯銷售量第七名。截至2004年～2014年累計超過50餘場世界巡迴售票演唱會，其中世界巡迴演唱會的觀賞人數突破100萬人次，亦是臺灣最長壽及唱片銷售量最高的女子團體，和華人世界唱片銷售量最高的女子演唱團體，也是現今亞洲五大暢銷與全球十大暢銷女子團體之一，並有「亞洲女子天團」之美譽，以及華語樂壇女團天花板之稱，是華人世界最具影響力的女子團體之一。
2018年9月30日，S.H.E與老東家華研國際音樂合約到期，不再續約，成員並各自宣布自組公司。S.H.E雖未與華研續約，但團體並未解散。不過由於S.H.E為華研公司註冊商標，三人因版權因素並不能自行以此名義出席公開活動和商業演出，除非事先取得華研音樂授權，S.H.E三人合體的活動仍須交由華研音樂統籌。

## 成員及團名由來
S.H.E所屬公司宇宙唱片（華研國際音樂前身），在當時分別為三人的風格，取各自具有代表性意義的英文名字：Selina等同於「月亮女神」，代表著「溫柔」，代表顏色為粉紅色；Hebe等同於「青春女神」，代表著「自信」，代表顏色為綠色；代表著「勇氣」的Ella，隱含古希臘神話中「火炬」的意義，代表顏色為藍色。S.H.E三人並標榜其組合擁有高、中、低三種聲線，三頻美聲、三種個性，可以是「男生的女朋友，女生的好朋友」。以上為唱片公司最初賦予S.H.E團體和成員的定位與方向。
S.H.E沒有隊長亦無主唱副唱之分。早期S.H.E演唱歌曲時，多會分配各自擅長的音域，例如高音主唱是田馥甄，中、高音主唱是任家萱，中、低音主唱是陳嘉樺，而在沒演唱主音的時候也會參與歌曲和聲部分的演唱，但隨著時間的推移此區分已漸不明顯，後期更是以主音與和聲兩個部分來回穿插為主。

## 出道歷程
2000年，三人各自參加由宇宙唱片（為華研唱片前身）與中視節目《電視大國民》殘酷舞台單元合辦的《宇宙2000實力美少女爭霸戰》選秀比賽。決賽共六位參加，最後Selina獲得冠軍，Hebe驚險過關，Ella則在決賽時被淘汰。原先唱片公司計劃只選冠軍，不過賽後再找回七名參賽者試音，在經過內部協商討論之後，決定簽下現在S.H.E的三位成員並組成團體。S.H.E在正式組團後，當時仍就讀大學的Selina、高中的Hebe和五專的Ella，利用假日空檔至台北進行錄音和受訓，之後Hebe和Ella畢業後不久之後S.H.E就即將出道。而S.H.E在培訓期間至出道初期，公司安排三人住在宿舍一起共同生活、工作、上通告和唱片宣傳。

## 演藝歷程

### 2001年至2006年
《女生宿舍》、《青春株式會社》、《美麗新世界》時期：
第1張錄音室專輯《女生宿舍》於2001年9月11日發行，主打歌〈戀人未滿〉是首R&B風格的歌曲（翻唱自天命真女的〈Brown Eyes〉），而首張專輯《女生宿舍》發行日當天卻恰巧碰上美國「911恐怖攻擊事件」而被媒體忽略發片消息。雖然發片日期不幸撞上美國九一一襲擊事件及經歷台灣納莉風災，但並未影響成績。〈戀人未滿〉仍令三人一炮而紅，該曲不僅是S.H.E的出道代表作，也是廣為大眾傳唱的經典華語歌曲之一。《女生宿舍》在台灣銷量約17萬張，全亞洲銷量約75萬張，隔年3月S.H.E更以此張專輯入圍台灣第十三屆金曲獎「最佳新人獎」。
距離首張專輯僅相隔四個多月後，第2張錄音室專輯《青春株式會社》於2002年1月29日發行，此專輯裏有一半歌曲都是改編作品，台灣銷量約28萬張，全亞洲銷量約125萬張。第3張錄音室專輯《美麗新世界》於2002年8月5日發行，首波同名主打歌〈美麗新世界〉是一首「電子」味十足的歌曲，但有別於其它的電子音樂不同，這是首甜到心裡的「甜蜜電音」，與一般的「搖頭電音」相當的不同，更是一首甜美的電音歐陸舞曲，而也在前奏部分加入了改編自《聖經創世紀》第一章的日文O.S.，而Hebe則首次為專輯中歌曲〈你快樂我隨意〉填寫Rap詞，同月24日在臺南市政府前廣場舉辦出道以來首次演唱會"N-age《美麗新世界》演唱會"，也是出道以來首次舉辦免費非售票演唱會。《美麗新世界》台灣銷量約30萬張，全亞洲銷量約176萬張，隔年8月S.H.E更以此專輯獲得第十四屆金曲獎「最佳重唱組合獎」。
《女生宿舍》、《青春株式會社》和《美麗新世界》，從宿舍、公司（株式會社）再到美麗新世界，將格局愈拉愈大，堪稱這是女子天團的三部曲。
《Together新歌+精選》、《Super Star》、《奇幻旅程》、《奇幻樂園大型巡演》、《Encore！》時期：
2003年，唱片公司聲言S.H.E將「轉型」告別「半熟卵」時期，進入一個全新的階段，第4張專輯（首張新歌加精選）《Together 新歌+精選》便為告別舊形象之作，專輯於2003年1月23日發行，台灣銷量約為28萬張。
第5張專輯《Super Star》（第4張錄音室專輯）於2003年8月22日發行，是脫離「半熟卵」時期後的首個作品，也是同年8月S.H.E以《美麗新世界》專輯獲得《第14屆金曲獎》最佳重唱組合獎之後，於同月發行之首份音樂作品，並且此張專輯中的歌曲相較於之前專輯中的歌曲更具有深度，令大眾及傳媒具有極大的期待。這次是德國團體Sweetbox耳聞S.H.E在亞洲走紅的程度之後，主動促成這場德國與臺灣的跨國合作，量聲打造製作專輯首波同名主打歌〈Super Star〉，此曲是首搖滾曲風的歌曲，亦是S.H.E自出道以來首次嘗試搖滾風格之作品，這首歌幾乎是2003年華語樂壇代表作之一，亦是S.H.E最具有代表性的一首歌，也為她們進軍並站穩華人和亞洲市場之重要里程碑。之後Sweetbox於2004年再重新翻唱此首歌，英文版名為〈Chyna Girl〉，亦有韓國女歌手ASH和加拿大女歌手Skye Sweetnam分別前後將〈Super Star〉翻唱成韓文版和英文版，歌名也皆稱為〈Super Star〉。《Super Star》台灣銷量約32萬張，全亞洲銷量約275萬張。
但在這張專輯發行的前一個月，成員之一的Ella於2003年7月29日主持《快樂星期天》節目出外景時出意外，令背脊第一腰椎受傷在醫院休息20多天，而需穿著背架三至六個月，暫時休養半年，因此不能參與拍攝此專輯裡的MV，只有專輯首波同名主打歌〈Super Star〉是Ella受傷前真正上場拍攝的MV。在她休養期間，專輯其他歌曲的MV拍攝以令外兩位成員Selina、Hebe為主，Ella的部分都是後來獨立拍攝再剪接後製上去的，或是使用替身代替Ella拍攝其背影來完成MV拍攝；而專輯宣傳活動與廣告代言，也皆由Selina、Hebe出席，因此專輯如期發行，並沒有影響到發片計畫。
2003年推出兩張專輯，以「Together」與「Super Star」兩張專輯，合計共58萬張在台灣創下唱片總銷量冠軍。
第6張專輯《奇幻旅程》（第5張錄音室專輯）於2004年2月6日發行，是Ella傷癒歸隊後發行的專輯。此張專輯走奇幻風格，並標榜前九首歌曲代表九個國家，有如經歷過這九個國家的旅程，便如同其專輯名稱「奇幻旅程」，專輯在台灣銷售量突破25萬張，最終亞洲銷量約250萬張。《奇幻旅程》專輯發行半年之後，S.H.E《奇幻樂園演唱會》於2004年9月4日起在臺灣臺北市立體育場拉開序幕，期間更接受了體能訓練和歌唱訓練，這是S.H.E首次舉辦大型巡迴演唱會，亦是出道以來第一次舉辦大型售票演唱會，整套巡演共吸引了大約25萬人次到場欣賞演唱會。
2004年5月，《Super Star》專輯再度入圍《第15屆金曲獎》最佳重唱組合獎，並同時首次受邀擔任表演嘉賓，演出「GIRL POWER 」，演唱四組前輩女子演唱團體的代表作〈有我有你〉、〈猜一猜〉、〈年輕不要留白〉、〈十分鐘的戀愛〉，最後再演唱當屆金曲獎入圍作品《Super Star》之同名主打歌曲〈Super Star〉。
第7張專輯《Encore 安可》（第6張錄音室專輯）於2004年11月12日發行。專輯中的歌曲〈我愛你〉是Sweetbox暨為S.H.E的第5張專輯《Super Star》量聲打造專輯同名主打歌〈Super Star〉之後再度合作，為S.H.E量聲打造的歌曲；之後同年Sweetbox亦有再翻唱這首歌，英文版歌名為〈More Then Love〉，以及編曲製作了另一首搖滾曲風的歌曲〈痛快〉。《Encore 安可》台灣銷量約25萬張，全亞洲銷量約200萬張。
《不想長大》、《Forever新歌+精選》、《移動城堡大型巡演》時期：
2005年6月21日，S.H.E拍攝電視劇《真命天女》，Ella不慎遭火吻，耳朵灼傷、兩側頭髮燒焦，經送臺大醫院急救住院，幸無大礙，只需要休息兩天。
2005年9月28日，推出由S.H.E共同擔任女主角的電視劇《真命天女》的《真命天女電視原聲帶》，原聲帶除了收錄S.H.E所演唱的主題曲〈星光〉外，也收錄了團員個人演唱的獨唱曲兼戲劇插曲，團員也為彼此的獨唱曲唱和聲；同年10月16日，為S.H.E量身打造的電視劇《真命天女》於華視首播，這是S.H.E首次同時擔綱主演，而劇中人物個性是針對三人量身訂作，隔年Ella也以此劇入圍《第41屆金鐘獎》戲劇類最佳女主角獎。11月25日，發行第8張專輯《不想長大》（第7張錄音室專輯），此張專輯距離上一張專輯《Encore》發行整整一年之久，是S.H.E出道至此間隔時間最久的一張專輯，這張專輯更受到高度的關注，首波同名主打歌〈不想長大〉的部分旋律擷取自莫扎特的「第40號交響曲」，搭配大量管絃樂的編曲，讓整首歌氣勢為之磅礡。S.H.E首次為專輯中歌曲〈神槍手〉擔任配唱製作人，Selina則首次為專輯中歌曲〈星星之火〉填寫英文詞。此張專輯大量採用新人的詞曲創作，並且收錄的全是原創歌曲。《不想長大》台灣銷量約15萬張，全亞洲銷量最終突破200萬張，也讓S.H.E連續五年入圍台灣金曲獎，並且被「中華音樂人交流協會」選為2005年推薦專輯。
第9張專輯（第2張新歌加精選）《Forever 新歌+精選》於2006年7月21日發行，台灣銷量約7萬5千張。而在此張精選專輯發行前，S.H.E便又展開新一輪的大型巡演《移動城堡世界巡迴演唱會》，於7月8日自上海八萬人體育場揭開序幕，並再次刷新女歌手上海演唱會票房紀錄。2006年9月10日，在9月11日S.H.E成軍出道滿五週年的前一天，提前舉辦了《當我們同在一起》五週年同樂會。同年12月16日回到臺灣舉辦《S.H.E移動城堡世界巡迴演唱會》，初次登上臺北小巨蛋舞臺開唱，成為第一組登上台北小巨蛋開唱的流行女子音樂演唱團體，亦是S.H.E首次在小巨蛋舉辦大型售票演唱會，此次巡演自上海場到台灣場在6個月内一共累計了大約20萬人次的觀眾。

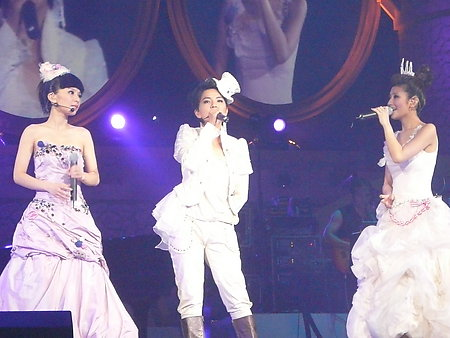
2006年《移動城堡世界巡迴演唱會》香港站

### 2007年至2010年
《Play》、《我的電臺FM S.H.E》時期：
2007年5月11日，發行第10張專輯《Play》（第8張錄音室專輯），如同專輯名稱，是以「玩」、「玩樂」的概念為出發點製作的專輯。首波主打歌〈中國話〉首次挑戰繞口令，並融合電子、舞曲、嘻哈和Rap元素；但歌曲在台灣引起喧然大波，網友批評這首歌有諂媚中国大陆嫌疑，而《自由時報》與旗下刊物刊登也大篇幅報導炒作此事。對於新歌變成政治事件，S.H.E三人均表示無奈（歌曲相關爭議請參閱「中國話」條目）。另外，S.H.E也在這張專輯首次發表自己創作的作品，Selina和Ella更進一步首次嘗試詞曲創作，在專輯中寫出描述成員彼此之間感情的〈老婆〉（Selina填詞、Ella作曲），其後Ella也陸續發表一些詞曲創作（以譜曲為主）；Hebe在專輯中亦為〈說你愛我〉一曲首次填詞。《Play》在台灣銷量超過15萬張，全亞洲銷量突破160萬張，同年2007年6月3日於淡水漁人碼頭舉辦《Play》慶功演唱會，這是繼N-age《美麗新世界》演唱會，相隔5年第二次舉辦免費非售票演唱會，接著遠赴新加坡於7月28日在新加坡博覽中心舉辦《Play》慶功FUN PARTY。
2008年受中國中央電視台之邀，2月6日農曆除夕夜首次於《中國中央電視台春節聯歡晚會》演出，演唱《中國話》。S.H.E也在2008年中國北京奧林匹克運動會開幕典禮、開幕前的火炬傳遞城市慶典和閉幕典禮擔任表演嘉賓，演唱奧運歌曲《紅遍全球》。
第11張專輯《我的電臺FM S.H.E》（第9張錄音室專輯）於2008年9月23日發行，此張專輯的概念是從「電臺」出發，延續上一張專輯《Play》玩音樂的精神，並且S.H.E在专辑中首次担任电台DJ，專輯中加入三個電臺主播的聲音片段穿插其中作為連接整張專輯中的歌曲，使聽專輯像是聽電臺節目。為搭配此張專輯以電臺作為專輯概念，所以在專輯宣傳期間創立由S.H.E擔任DJ主持的《FM S.H.E》網路電臺，Ella也為此電臺的台歌譜曲，歌曲名稱為〈FM S.H.E〉。同年2008年10月19日於Selina母校台北市國立臺灣師範大學校本部體育館舉辦Top Girl《我的電台 FM S.H.E》新歌演唱會。此專輯台灣銷量超過9萬張，全亞洲銷量突破120萬張。
《愛的地圖》、《愛而為一大型巡演》、《SHERO》時期：
繼2007年12月1日舉辦的《移動城堡世界巡迴演唱會》馬來西亞吉隆坡最終場，相隔一年半後的2009年6月20日，該巡演再加開一場「特別場」場次的演出，並在澳門舉辦。
2009年6月22日發行首張數位精選專輯《愛的地圖》，2009年S.H.E未發行實體專輯，但推出寫真圖文書《愛的3溫暖》於7月31日發行，並在書籍的預購贈品內，收錄翻唱曲〈夢田〉及新歌曲〈鎖住時間〉。同年10月16日、17日，展開第三次的世界巡迴演唱會《愛而為一世界巡迴演唱會》，而首站在香港紅磡體育館舉行，且是首次在紅館連續兩天舉辦兩場演唱會，內部門票皆供不應求，兩場演出票房收入約3000萬元，此次巡演香港站與上一次巡演《移動城堡世界巡迴演唱會》香港站，S.H.E共三次站上紅磡體育館開唱；也是與上一次巡演香港站相隔三年多之後，再次於紅館開唱。
2010年3月26日，發行第12張專輯《SHERO》（第10張錄音室專輯），首波同名主打歌〈SHERO〉，是首搖滾曲風的歌曲，是繼第5張專輯《Super Star》中的首波同名主打歌曲〈Super Star〉之後再次以搖滾曲風當作首波主打歌，是由五月天阿信填詞，則歌名的由來是阿信以「SHE她」＋「HERO英雄」的組成所發想而來，而〈SHERO〉是一首「英爵搖滾」的曲風，該歌曲亦是「2010年臺北國際花卉博覽會」熱力花博指定主題曲。此外，專輯還收錄了S.H.E出道以來第一首臺語歌曲《我愛雨夜花》，取樣自經典傳統臺語歌謠《雨夜花》。專輯在台灣銷售量共6萬8千張。同年S.H.E擔任2010年臺北國際花卉博覽會代言親善大使（2010年11月6日至2011年4月25日）。

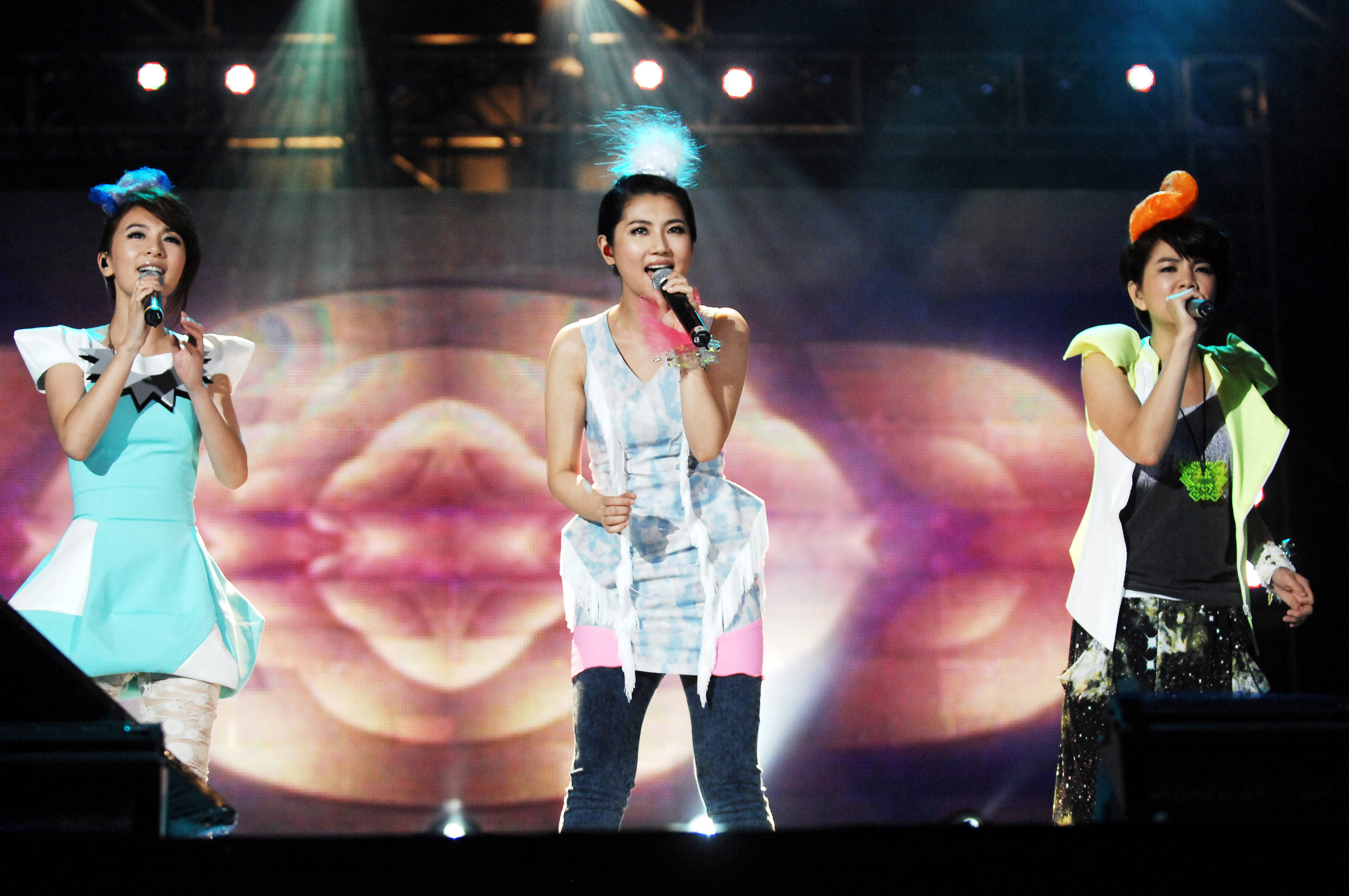
2010年10月，台北繽紛花博演唱會

自2009年10月，分別於香港、上海舉辦《愛而為一巡迴演唱會》之後，S.H.E於2010年繼續展開《愛而為一世界巡迴演唱會》之旅，分別把演唱會帶到吉隆坡、洛陽、新加坡等地。2010年5月29日，返回台灣於臺北小巨蛋舉辦《愛而為一世界巡迴演唱會》台北場，並以旗艦場的形式來舉辦，並稱為「旗艦場」，這是距離上次2006年《移動城堡世界巡迴演唱會》在小巨蛋開唱後，隔了四年多的時間再次站上台北小巨蛋舞台開唱，門票於開賣後，搖滾特區的票在一開賣即銷售一空，幾近秒殺，一票難求。
「單飛不解散」階段
2010年3月30日，Hebe在臺北The Wall舉行名為「330音樂 田」的慈善性質個人生日音樂會，也被視為是Hebe發行首張個人專輯的熱身，唱片公司也透露Hebe將發行醞釀已久的個人專輯，而Ella和Selina分別朝電影、主持和電視劇方面發展。2010年5月29日，舉辦完《愛而為一世界巡迴演唱會》台北「旗艦場」之後，2010年下半年，S.H.E三人除了演唱會、廣告、商演外將以「單飛不解散」的模式分進合擊。9月3日，Hebe以「單飛不解散」的模式，使用本名「田馥甄」以新人之姿單飛，發行首張個人專輯《To Hebe》，唱片銷售成績亮眼，也於10月8日至10日在臺北Legacy連續開了三場個人名義的「Love！田馥甄To Hebe音樂會」，及11月初以個人名義在香港舉行的音樂會，均獲得熱烈迴響，專輯台灣總銷售量為5萬張。同年10月22日，Selina於上海拍攝《我和春天有個約會》時意外遭到爆破效果灼傷，全身灼傷面積54%，其中有41%三度灼傷、13%二度灼傷。10月24日，Selina搭乘國際SOS醫療專機於10點30分左右降落臺北市松山機場，直接送往林口長庚醫院接受治療。 （後續賠償相關事宜請參閱《我和春天有個約會》條目）、（Selina後續情況請參閱「Selina」條目）。

### 2011年至2014年
Selina復健、《花又開好了》時期：
2011年1月19日，因在上海拍戲灼傷的Selina，在林口長庚醫院住院兩個多月後，出院回家休養，唱片公司於當日舉行出院記者會，Selina也在Hebe和Ella陪同之下三人共同出席記者會。因Selina燒傷需要長期休養，導致2011年原訂於2、3月分別在陝西和杭州的兩場S.H.E《愛而為一世界巡迴演唱會》，因Selina灼傷意外而取消；S.H.E三人共同代言的廣告在續約和出席代言活動時，則由Hebe和Ella暫時代表出席；而S.H.E原先預定七、八月發行的新專輯，也因為Selina來不及復原錄音而延期。Selina原訂於4月結婚，為避免Selina壓力過大，造成身體的負擔，婚禮亦延期舉行。
2011年3月4日發行《愛而為一演唱會影音館》，內容收錄2010年5月29日於台北小巨蛋舉辦的《S.H.E IS THE ONE 愛而為一世界巡迴演唱會》TOP GIRL台北「旗艦場」的演唱會實錄，該影音專輯獲得《IFPI香港唱片銷量大獎2011》「最高銷量國語唱片獎」。4月，Ella投入首部主演的電影《女孩壞壞》的拍攝工作，接著5月參與主演的電影《新天生一對》的拍攝工作。5月，《SHERO》專輯入圍《第22屆金曲獎》最佳演唱組合獎；田馥甄的個人音樂作品《To Hebe》亦入圍《第22屆金曲獎》四項獎項。同年9月2日，田馥甄推出第二張個人專輯《My Love》獲得熱烈迴響，並於12月3日、12月4日在臺大體育館舉行連續兩場個人音樂會「To My Love 慶功音樂會」，該專輯台灣銷售量為6萬2千張。10月31日，在Selina30歲生日當天完婚。12月16日，Selina發行首張個人迷你專輯《重作一個夢》，其中歌曲〈夢〉由Selina填詞，該EP台灣銷售量約3萬張。
2012年1月及4月，Ella主演的電影《新天生一對》和《女孩壞壞》陸續上映，並於3月30日發行首張個人迷你專輯《我就是...》，收錄搭配Ella所主演電影《女孩壞壞》的電影主題曲、片尾曲及插曲，台灣上半年度銷售量為銷售1萬8千張，最終台灣總銷售量約為2萬張。同年Ella與赖斯翔於4月15日訂婚、5月5日完婚。6月23日，S.H.E擔任《第23屆金曲獎》表演節目「Happy Together」的演出嘉賓，演唱歌曲〈SHERO〉、〈Super Star〉，這是自2010年10月Selina在中國上海拍戲燒傷以來，三缺一的S.H.E中斷合體演出555天之後的首次合體演出，S.H.E也宣告正式再度回歸，同時也宣告Selina正式復出，該表演節目在S.H.E合體演唱〈Super Star〉時收視率高達8.27，居該屆金曲獎所有表演節目之冠；而田馥甄個人的第二張專輯《My Love》在同屆金曲獎入圍七項獎項，亦為該屆入圍最多項目的專輯之一。9月11日，在汽車旅館舉辦慶祝成軍出道11週年的慶生派對，而此場慶生派對也在Youtube上有現場直播，並且S.H.E也在現場接受歌迷點歌，演唱歌迷所點的曲目。10月11日，宣布與華研國際音樂續約。
S.H.E繼2012年6月23日擔任《第23屆金曲獎》演出嘉賓並宣告回歸之後，同年11月16日發行第13張專輯《花又開好了》（第11張錄音室專輯），這是繼上張專輯《SHERO》睽違2年8個月後推出的新專輯。並在正式發片前的11月4日，於台大體育館舉辦《不說再見同學會》。唱片公司也特地在唱片宣傳期間再度安排S.H.E三人住進「女生宿舍」，重溫S.H.E剛成團出道時合宿的生活模式。此張專輯這次僅有收錄兩首快歌，其他皆為中慢板抒情歌曲，而這些抒情歌曲中只有一首是情歌，與過往S.H.E的專輯極為不同，而首波專輯同名主打歌曲〈花又開好了〉是首編曲層次豐富，充滿正能量的電子搖滾舞曲，並在間奏融入世界名曲「給愛麗絲」和「大黃蜂的飛行」的旋律，是由五月天阿信填詞，並且融入了S.H.E歷年來經典歌曲的歌名和專輯名稱，這是阿信繼上張專輯《SHERO》為同名主打歌〈SHERO〉填詞後，再次為此張專輯的同名主打歌填詞，截至2012年12月，專輯台灣銷售量約4萬6千多張，最終台灣銷售量共6萬2千多張。
《2gether 4ever大型巡演》、《2gether 4ever大型巡演 Encore》時期：
2013年受中國中央電視台之邀二度於《中國中央電視台春節聯歡晚會》合體演出，演唱《SHERO》，同時也是S.H.E宣告回歸後正式在中國大陸的演出。2月24日，第13張專輯《花又開好了》中的單曲〈迫不及待〉被選為2013年度新竹台灣颩燈會形象主題曲，同時S.H.E也擔任該年度台灣燈會代言人。3月28日，宣布在2013年6月22日、23日於台北小巨蛋舉行《Together Forever世界巡迴演唱會》，成為第一組三度在台北小巨蛋開唱的台灣團體，也是第一組連續兩天連唱兩場的台灣團體；此次巡演亦是Selina拍戲發生灼傷意外休養後復出的首次巡迴演唱會，也是S.H.E的第四次大型巡迴演唱會，台北場兩場演唱會門票約三小時完售，總票房約6200萬元。當巡演至香港站時，宣布將於2014年加開第二階段的《Together Forever世界巡迴演唱會》安可場。2013年4月，Selina接下《小宇宙33號》主持棒，同月Ella也接下《王子的約會》擔任主持人，2013年7月，Ella主演戲劇《謊言遊戲》，Selina於同年9月，憑著《小宇宙33號》與納豆入圍《第48屆金鐘獎》最佳綜藝節目主持人獎，Hebe於同年11月29日發行個人第三張專輯《渺小》，在台灣賣出4萬張，並於隔年5月入圍第25屆金曲獎兩項獎項。
2014年7月19日和8月9日、10日《Together Forever世界巡迴演唱會》再次唱回家鄉台灣，分別在高雄和台北共舉辦三場演唱會，共3萬3千張門票秒殺，在售票日當天三場演唱會破紀錄33分鐘內完售，台北安可場兩場總票房收入約新台幣6300萬元。其中，此次巡演台灣場次共舉辦台北4場、高雄1場，創下台灣團體單次巡演舉辦最多場之記錄，也是第一組最早四度在台北小巨蛋開唱的女子演唱團體，巡演總票房大約總共超過6億6000萬元以上。8月8日發行《2GETHER 4EVER演唱會影音館》，內容收錄《2GETHER 4EVER 世界巡迴演唱會》的實錄和相關曲目。
2014年團體巡迴演唱會結束後，三人再度回到各自「單飛不解散」的模式。Ella主演的電視劇《謊言遊戲》在10月上檔，並於同月以《王子的約會》與庾澄慶一同入圍第49屆金鐘獎綜藝節目主持人獎。Selina與Ella分別於10月和11月分別擔任第49屆金鐘獎及第51屆金馬獎主持人，且兩人於2014年底一同接下於2014年12月31日舉辦的2014-2015《2015年臺北最HIGH新年城》跨年晚會的主持棒；Hebe則於12月6日、7日首次以個人身分展開首次個人大型巡演《如果世界巡迴演唱會》於台北小巨蛋揭開序幕。

### 2015年至2018年
《永遠都在》時期：
2015年1月9日，Selina推出個人首張專輯《3.1415》，並於2月15日以個人名義在台北舉辦《致，有圓人》個人唱談會。Ella主演的電影《吉星高照2015》在3月上映，接著4月17日推出首張個人專輯《Why Not》，並於6月7日以個人名義在台北舉辦《你正常嗎》個人唱演會，主演的電影《缺角一族》亦在5月上映。2015年5月，經過2013年「2gether 4ever世界巡演」及2014年「2gether 4ever世界巡演安可場」後，S.H.E以「單飛不解散」的形式各自單飛出擊，2015年再度以團體名義合體推出新單曲〈你曾是少年〉，於2015年5月20日發行，為中國電影《少年班》的主題曲。7月，Hebe為電影《我的少女時代》獻唱電影主題曲《小幸運》（《我的少女時代電影原聲帶》於2015年10月21日發行）。7月10日發行《2GETHER 4EVER Encore演唱會影音館》，內容收錄《2GETHER 4EVER 世界巡迴演唱會》Encore場的實錄和相關曲目。 同年9月在成軍滿14週年的前夕，於台大體育館舉辦《S.H.E人健人愛14週年趣味競賽》。
2016年3月，S.H.E合體受邀與將在台北當代藝術館舉辦巡迴展覽 —《蜷川実花展》的日本攝影師、電影導演蜷川實花二度合作，拍攝主視覺。
2016年5月23日，推出合體新單曲《殊途》，為電視劇《仙劍雲之凡》片尾曲，並在2016年受杜莎夫人蠟像館之邀，宣布於5月29日正式進駐上海杜莎夫人蠟像館留下S.H.E三人的蠟像，也代表S.H.E的地位對於華語樂壇有著傑出的表現和卓越的貢獻。
2016年8月10日，推出紀念S.H.E成軍出道15週年的合體新單曲〈永遠都在〉，此單曲〈永遠都在〉融入了S.H.E歷年來的歌名與歌詞，此單曲收錄於S.H.E首張同名迷你專輯《永遠都在》，此張專輯亦為紀念S.H.E出道15週年而推出的紀念EP，於2016年8月26日推出，發行日當天也因適逢S.H.E成軍出道15週年前夕，所以擴大舉辦S.H.E首場《團圓One in One》15週年紀念特展，自8月26日至9月19日於台北市松山文創園區展開為期25天的展覽，並於9月11日，S.H.E成軍出道15週年這天在松山文創園區內的臺北文創大樓前舉辦迷你專輯《永遠都在》的全台唯一一場的簽名會。
16週年線上直播「宵夜晚眠生日趴」及《小時帶 S.H.E's in style》、17週年新單曲《十七》及17週年音樂會「17th音樂會」時期：
2017年9月4日至9月10日，每晚「9點11分」在S.H.EFacebook粉絲專頁，上傳7段一小段以S.H.E的歌曲作為背景音樂的神秘小短片，紀念出道16週年活動的舖陳前導短片。9月11日晚上「9點11分」，Facebook粉絲專頁上直播名為「宵夜晚眠生日趴」的紀念出道16週年線上直播。除此之外，S.H.E也在直播中宣布推出收錄第1張專輯至第13張專輯的S.H.E16週年復刻卡帶紀念全套組《小時帶 S.H.E's in Style》卡帶紀念作品，而最終台灣銷售量為年度第9名。
2018年8月，推出新單曲〈十七〉是紀念S.H.E成軍出道17週年的紀念單曲，並於2018年8月29日在亞洲百家電台共同首播，而於2018年8月30日正式數位推出，而音樂錄影帶在9月7日推出後，不到2天就突破了100萬的點閱率，2018年9月11日，華研音樂在台北兩廳院藝文廣場花費3000萬元製作費舉辦紀念S.H.E出道17年週年演唱活動「17th音樂會」。音樂會開演前的一個月開放免費索取後，總共1萬2千張門票在1分鐘之內被索取一空。演出前舉辦名為「我的S.H.E愛歌」的人氣票選活動，而票選活動內容則是選出S.H.E在音樂會當天會演唱的部分歌曲曲目。9月11日音樂會當天，場內共有12000名觀眾入場，最終場外則吸引50000名觀眾一同參與觀賞，而線上直播為中國大陸的騰訊視頻和咪咕音樂，分別有100萬人和105萬人線上觀看，另外LINEToday以及S.H.E YouTube官方頻道則分別有50萬人和9萬人的觀看人次，估計共高達264萬人同時在線上觀看，最終達到線上超過500萬人的總觀看人數。17周年单曲《十七》在中国公告牌Top 10音乐单曲榜年终榜排名第四。
三人個別成立公司，確立單飛不解散：
2018年9月30日，華研音樂宣布與S.H.E三人合約正式到期。2018年10月1日，與華研唱片結束長達17年的合作關係後，三人各自成立新公司，Selina成立了「任真美好有限公司」、Hebe成立「樂來樂好有限公司」、Ella成立「勁樺娛樂有限公司」。至於目前「S.H.E」的團名屬於華研音樂，未來三人合體計畫和活動仍須由華研唱片統籌，而未來與華研的合作方式仍是未知數。

### 2019年 — 至今
出走"華研國際音樂"之後：
2019年1月，任真美好、樂來樂好、勁樺娛樂合辦尾牙，S.H.E三人合體出席自辦尾牙派對 —「弱勢家庭公益同樂會」，陪小朋友一起吃尾牙，更捐出百萬大紅包給「兒童福利聯盟」。
2019年6月17、6月18日，Ella慶祝38歲生日，於西門紅樓劇院連兩天舉辦兩場生日音樂會 — Ella陳嘉樺「生日x快樂x派對」，S.H.E三人在6月18日第二場的音樂會節目尾聲驚喜公開合體。
2019年6月29日，S.H.E去年2018年發行的單曲〈十七〉雙入圍《第30屆金曲獎》年度歌曲獎和最佳音樂錄影帶獎兩項大獎，S.H.E三人也合體出席參加《第30屆金曲獎》頒獎典禮，並距離《第23屆金曲獎》睽違七年之後第三度擔任表演嘉賓，演唱《美麗新世界》和入圍作品《十七》，為了這次合體演出特別邀請製作人陳建騏與馬毓芬重新編曲和配唱錄製，S.H.E三人也特別進錄音室錄製歌曲合聲；同時S.H.E也第四度受邀擔任頒獎嘉賓，頒發最佳演唱組合獎和最佳樂團獎，而S.H.E合體擔任表演嘉賓演出的節目「我們」收視最高為6.39，為當屆金曲獎收視最高的表演節目，而演出舞台則是由S.H.E演唱會御用製作人陳鎮川及其團隊，以S.H.E的象徵「三葉草」，再用曲線設計製作出的舞台。
2020年9月28日，睽違15個月，S.H.E三人在Hebe個人的《一一巡迴演唱會》台北站最終場驚喜公開合體。
2023年8月11日，距離《第30屆金曲獎》擔任演出嘉賓後，S.H.E三人暌違4年再次無預警公開合體並演出，引起全場轟動：Selina和Ella收邀擔任Hebe個人的《一一巡迴演唱會台北最終場》第三場的嘉賓，促成三人再次合體演出，並共同演唱《給小孩》和《美麗新世界》；因Selina當時已懷孕8個月，離預產期不到一個月，三人特地選擇這兩首歌獻給Selina即將出生的孩子——小腰果。當天亦是S.H.E9月11日出道22週年的前一個月，因此三人亦是特地合體以慶祝久違的週年慶。
2023年9月11日、18日和25日，為了慶祝S.H.E出道滿22週年，Hebe和Ella在Selina主持的Podcast節目《迎任而解》合體。

## 音樂作品
- 註：成員個人作品請參閱成員個人「音樂作品列表」條目

| - 錄音室專輯： 1. 《女生宿舍》（2001年） 2. 《青春株式會社》（2002年） 3. 《美麗新世界》（2002年） 4. 《Super Star》（2003年） 5. 《奇幻旅程》（2004年） 6. 《ENCORE 安可！！》（2004年） 7. 《不想長大》（2005年） 8. 《Play》（2007年） 9. 《我的电台 FM S.H.E》（2008年） 10. 《SHERO》（2010年） 11. 《花又開好了》（2012年） | - 精選專輯： 1. 《Together 新歌+精選》（2003年） 2. 《Forever 新歌+精選》（2006年） - 迷你專輯： 1. 《永遠都在》（2016年） - 復刻版專輯： 1. 《小時帶 S.H.E's in Style》復刻卡帶紀念組（2017年） - 數位單曲： 1. 《你曾是少年》（2015年） 2. 《十七》（2018年） |

## 演唱會
- 註：成員的個人部分請參閱成員個人條目

1. 2004年～2006年《奇幻樂園世界巡迴演唱會》（9場）
2. 2006年～2009年《移動城堡世界巡迴演唱會》（12場）
3. 2009年～2010年《愛而為一世界巡迴演唱會》（12場）
4. 2013年～2014年《2gether 4ever世界巡迴演唱會》（22場）

## 影視作品
- 註：成員的個人部分請參閱個人條目

## 得獎與提名
- 註：成員的個人部分請參閱成員個人條目

## 外部連結
- S.H.E在互联网电影资料库（IMDb）上的資料（英文）
- 華研國際音樂官方網站 （页面存档备份，存于）（繁體中文）
- 華研國際音樂的新浪微博（繁體中文）
- S.H.E的Facebook專頁（繁體中文）
- YouTube上的S.H.E頻道（繁體中文）
- YouTube上的華研國際音樂頻道（繁體中文）